# آمادگاه شهید محمد منتظری
آمادگاه شهید محمد منتظری، یکی از انبارهای ذخیره مواد غذایی متعلق به سپاه پاسداران انقلاب اسلامی است. این انبار دارای انواع مواد غذایی کنسروی می‌باشند. 

## موقعیت جغرافیایی
این آمادگاه در ۵ کیلومتری جاده شهرضا - دهاقان در استان اصفهان قرار دارد. یکی از مراکز ذخیره مواد غذایی در دل کوه می‌باشد.

## مختصات مکانی
تعداد زاغه‌ها بیش از ۳۰۰ و تعداد پاسگاه‌های حفاظتی آن در حدود ۲۵ پاسگاه می‌باشد. زاغه‌ها در دل کوه کنده شده و هر زاغه دارای عرض ۶ تا ۹ متر و طول ۵۰ تا ۶۰ متر و ارتفاع ۳ تا ۴ متر می‌باشد و همزمان دو دستگاه تریلر کشنده جهت تخلیه یا بارگیری به راحتی داخل زاغه جای می‌گیرند.

## نحوه حفاظت
زاغه‌ها بر اساس مکانی دسته‌بندی شده که هر دسته از زاغه‌ها تحت حفاظت یک پاسگاه و توسط نیروهای وظیفه و رسمی و تحت شدیدترین تدابیر امنیتی از قبیل دوربین مدار بسته و سیستمهای حفاظتی خاص، حفاظت می‌شود. 
نحوه مدیریت آن در اختیار ستاد مشترک سپاه پاسداران انقلاب اسلامی می‌باشد که فرمانده آن از طرف آن ستاد تعیین و گمارده می‌شود.